# New London (Isola del Principe Edoardo)
New London, precedentemente conosciuta come Clifton e, prima ancora come Graham's Corner, è una comunità rurale canadese situata nella contea di Queens, sull'Isola del Principe Edoardo. Situata nella township di Lot 21, a metà strada tra Kensington e Cavendish.
New London è principalmente una comunità agricola e di pescatori con i suoi campi ben curati e le dolci colline che offrono uno scenario pastorale che circonda un trafficato porto. Negli ultimi decenni il turismo ha svolto un ruolo sempre più importante nell'economia della comunità.
Lucy Maud Montgomery, una delle autrici canadesi più famose, è nata a New London il 30 novembre 1874. Ha scritto 23 libri, tra cui una raccolta di racconti e un'antologia di poesie, ma è celebre soprattutto per il romanzo Anna dai capelli rossi, pubblicato nel 1908.

## Storia
Prima dell'attuale villaggio di New London, esisteva una comunità chiamata New London situata all'imbocco della baia di Malpeque, dove si trova il faro di New London alla fine di Cape Road (vicino al French River). Questa comunità fu fondata da Robert Clark, un mercante quacchero inglese che possedeva il lotto 21. Arrivò nel 1773 con grandi progetti per costruire un insediamento per rivaleggiare con la sua nativa Londra.
Uno dei primi coloni di Clark fu Benjamin Chappell, uno dei fondatori della fede metodista sull'isola, che arrivò a New London a bordo del veliero The Snow Elizabeth nel 1774. Chappell scrisse un diario delle sue esperienze, e descrisse il suo primo fitto inverno di New London come:
Il primo marzo dello stesso anno aggiunse:
L'attuale New London (precedentemente chiamata New London South, poi Clifton e prima ancora Graham's Corner) fu colonizzata da immigrati scozzesi prima del 1859. 

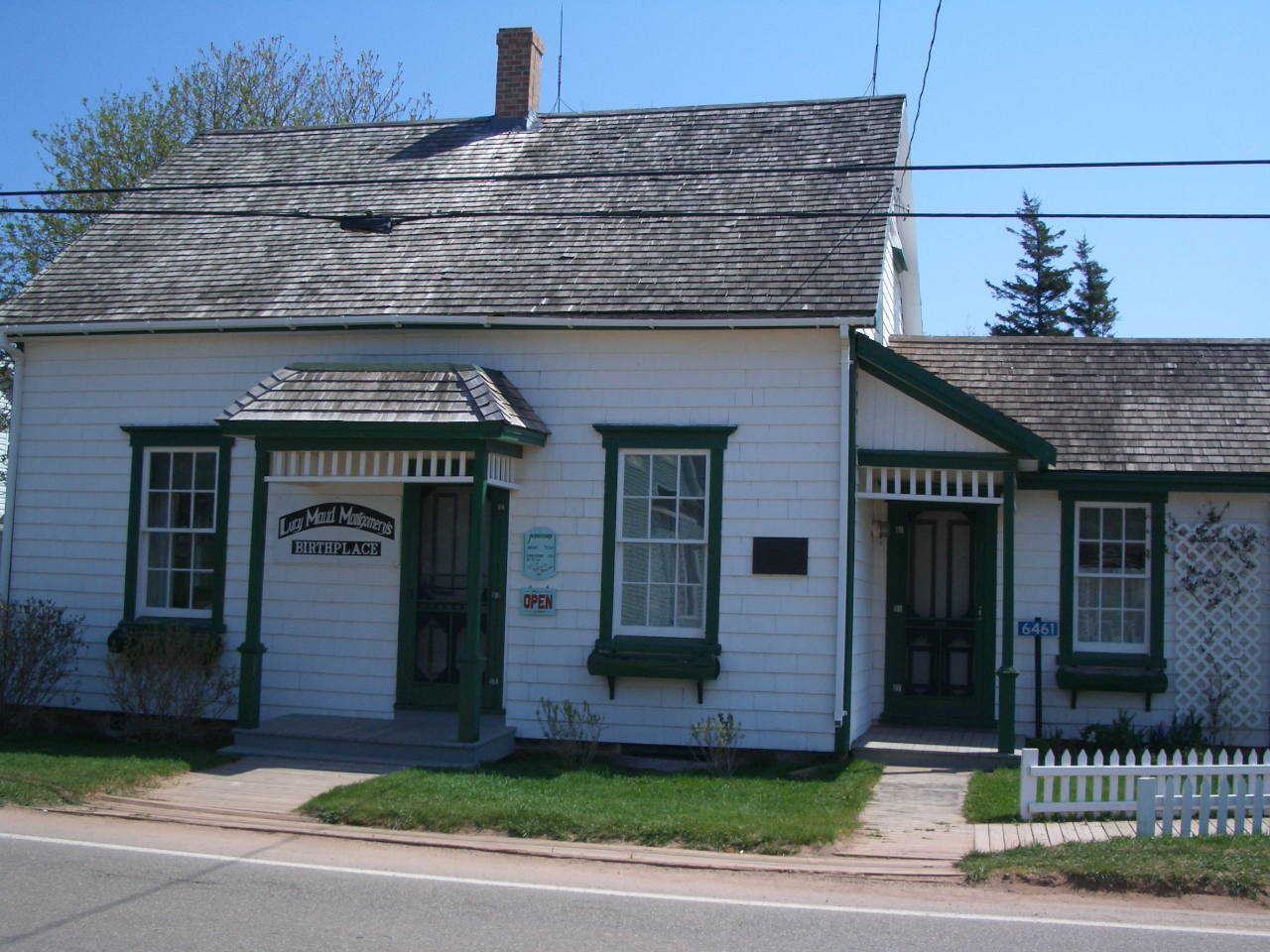
Casa natale di Lucy Maud Montgomery

Oggi è una comunità incantevole e vivace che rappresenta un punto focale per i visitatori interessati a visitare la casa natale di Lucy Maud Montgomery, nonché negozi di artigianato, antiquariato e articoli da regalo, e la sua vicinanza a bellissime spiagge, stabilimenti, altre comunità e ristoranti locali.